# SUSE Linux Enterprise
SUSE Linux Enterprise (souvent abrégé SLE) est une distribution Linux produite par SUSE et orientée vers le marché commercial et les serveurs d'entreprise.
La première version de cette distribution apparu au début de l'année 1994, faisant de SUSE la plus ancienne distribution commerciale encore existante. Elle acquiert sa renommée grâce à son outil de configuration YaST.

## Historique des versions
Date de sortie des versions SUSE Linux Enterprise Server
- SUSE Linux Enterprise Server 9
  - Sortie initiale : 3 août 2004
  - SP1 : 19 janvier 2005
  - SP2 : 7 juillet 2005
  - SP3 : 22 décembre 2005
  - SP4 : 12 décembre 2007
- SUSE Linux Enterprise Server 10
  - Sortie initiale : 17 juin 2006
  - SP1 : 18 juin 2007
  - SP2 : 19 mai 2008
  - SP3 : 12 octobre 2009
  - SP4 : 12 avril 2011
- SUSE Linux Enterprise Server 11
  - Sortie initiale : 24 mars 2009
  - SP1 : 2 juin 2010
  - SP2 : 15 février 2012
  - SP3 : 1er juillet 2013
  - SP4 : 15 juillet 2015
- SUSE Linux Enterprise Server 12
  - Sortie initiale : 27 octobre 2014
  - SP1 : 15 décembre 2015
  - SP2 : 8 novembre 2016
  - SP3 : 7 septembre 2017
  - SP4 : 11 décembre 2018
  - SP5 : 9 décembre 2019

- SUSE Linux Enterprise Server 15
  - Sortie initiale : 16 juillet 2018
  - SP1 : 24 juin 2019
  - SP2 : 21 juillet 2020
  - SP3 : 23 juin 2021
  - SP4 : 24 juin 2022
  - SP5 : juin 2023
  - SP6 : juin 2024

- SUSE Linux Enterprise Server 16
  - Sortie prévue en 2025[3]

SUSE conçoit des versions de la distribution pour son secteur d'activité entreprise et construites à partir d'openSUSE.
Elles se différencient par le fait qu'elles sont beaucoup plus ciblées, ont une espérance de vie supérieure (cinq ans, extensible à sept), un cycle de développement plus long (24 à 36 mois — gage de stabilité, au détriment des nouveautés) et sont disponibles uniquement à la vente (mises à jour payantes), la licence incluant un support plus long.
- SUSE Linux Enterprise Server - SLES, une version orientée serveur d'entreprise.
- SUSE Linux Enterprise Desktop - SLED, une version orientée bureautique d'entreprise.
- SUSE Linux Enterprise Real Time - SLERT, une version spécialisée dans le support “low latency” pour des opérations où le facteur temps est critique.
- SUSE Linux Enterprise Thin Client - SLETC, une version modifiée de SLED et ciblée pour l'utilisation de clients légers (netbook par exemple).
- SUSE Linux Enterprise Point of Service - SLEPOS, une version modifiée de SLES et ciblée pour l'environnement commercial de point de vente au détail : serveur, caisses enregistreuses, etc.

## Caractéristiques
SUSE Linux Enterprise partage les mêmes caractéristiques techniques que openSUSE, sur laquelle elle est basée.

### Certification LSB
La distribution est certifiée comme respectant la norme LSB.

### Centre de contrôle YaST
Le centre de contrôle YaST (Yet Another Setup Tool) est un outil d'installation et de configuration constitué d'une multitude d'outils pour paramétrer l'ordinateur. Les différents modules sont classés par catégories.
Cet outil fait la force d'openSUSE et des distributions commerciales dérivées de Novell car sa simplicité permet à tout un chacun d'installer des logiciels, de configurer de manière avancée son système ou de mettre en place des réseaux ou divers serveurs sans pour autant devoir être un professionnel de Linux.
Autrefois propriétaire, il est libre depuis le rachat de SuSE par Novell.

#### Différentes interfaces de YaST
Une caractéristique de cet outil est qu'il fournit une interface graphique bien intégrée à l'environnement choisi (Qt ou GTK+), ainsi qu'une interface ncurses. Cette dernière est particulièrement utile pour les installations non-graphiques, pour l'administration système à travers une connexion Internet lente, ou a des fins de dépannage.
Il existe également une interface web pour YaST appelé WebYaST, le but est de proposer une interface de gestion web comme pour les box internet.

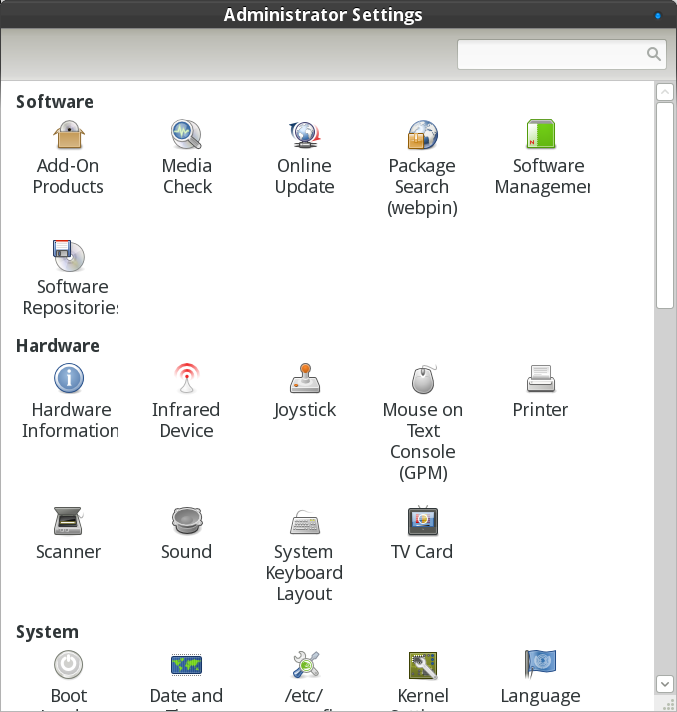
YaST en interface GTK+.
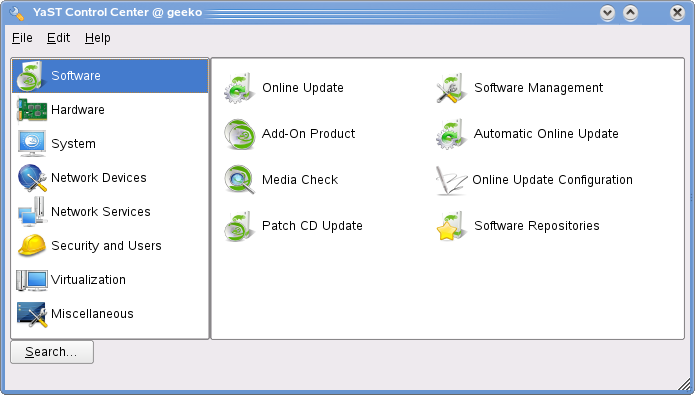
YaST en interface Qt.
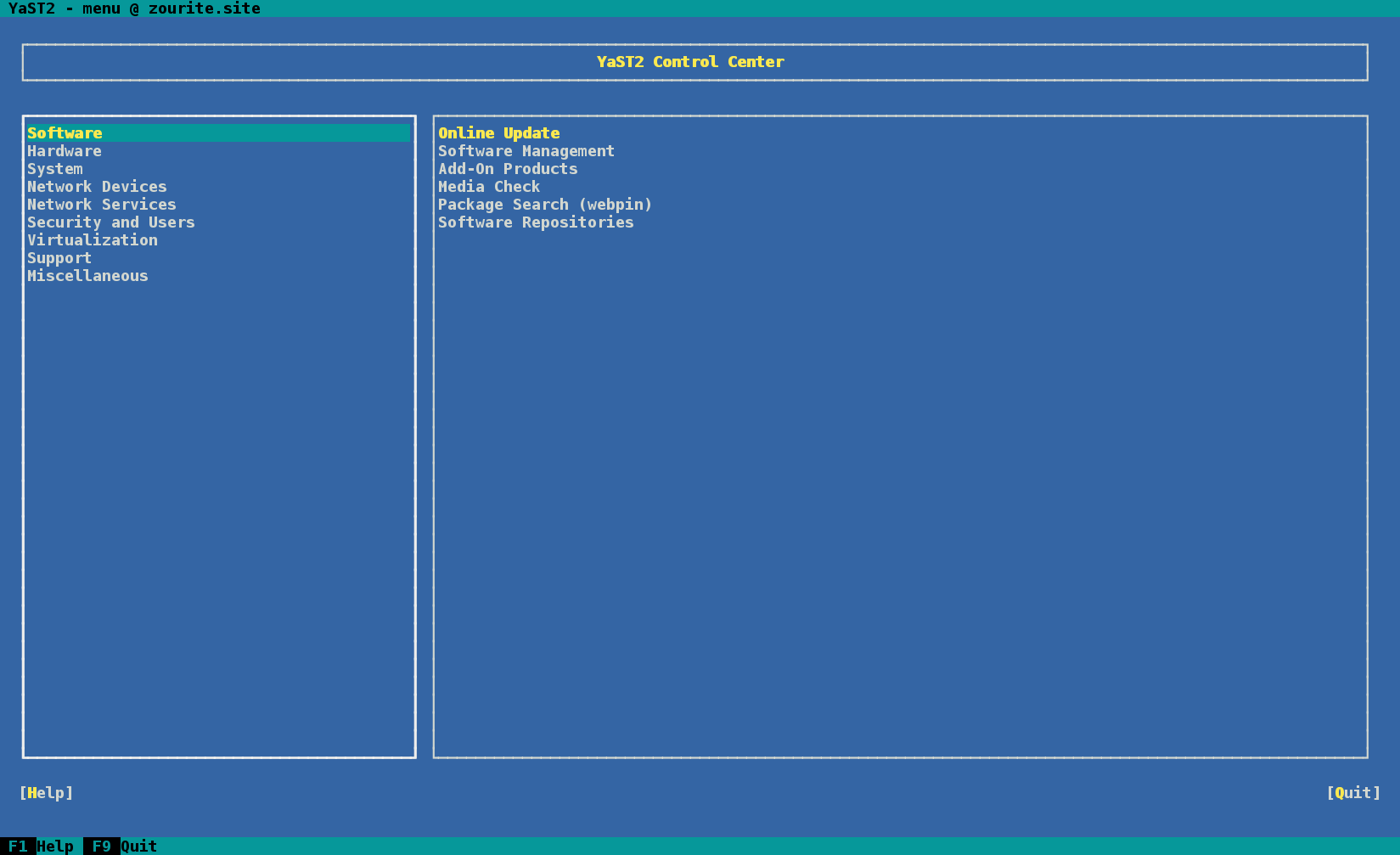
YaST en interface ncurses.
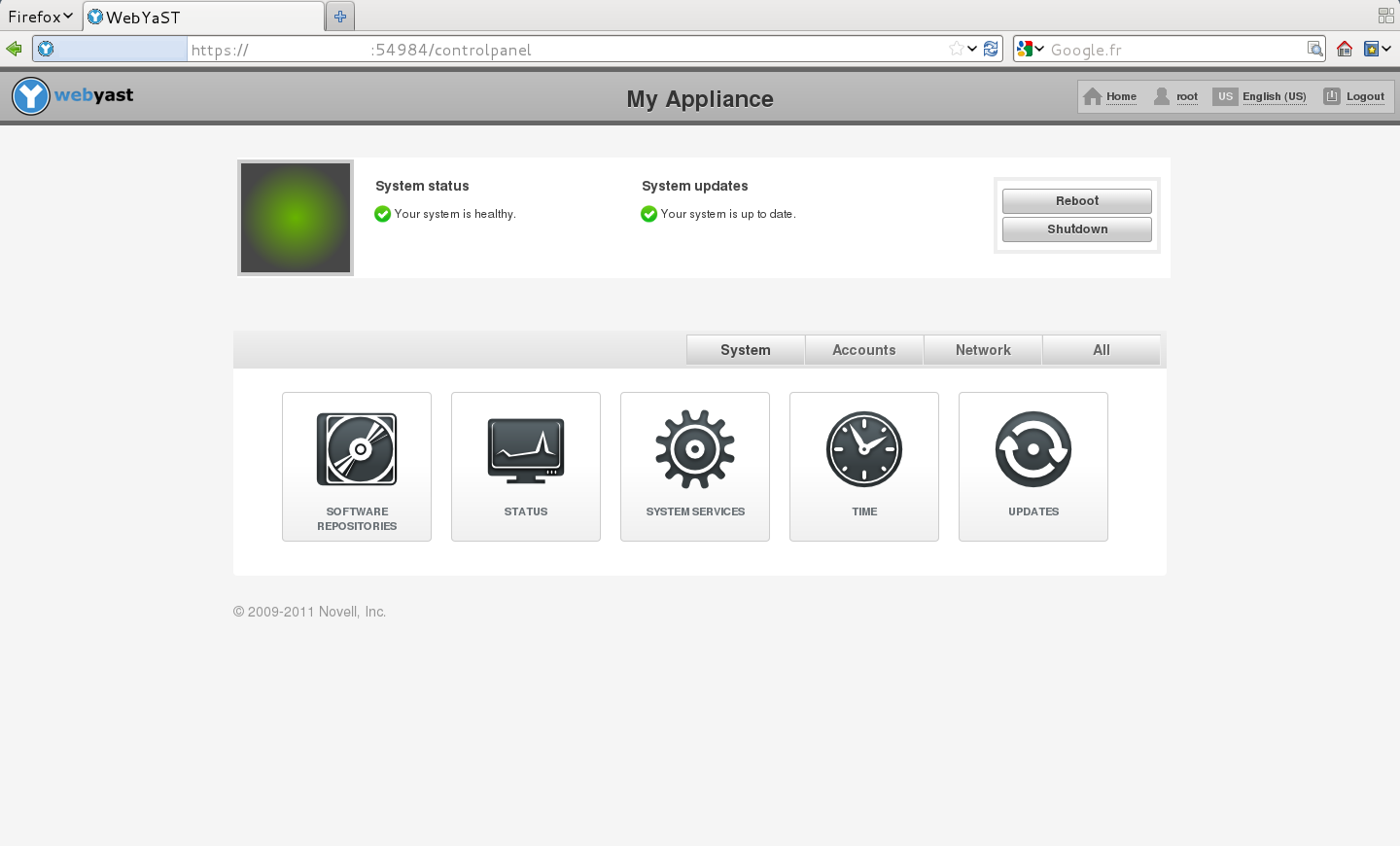
Portail Web pour YaST

### Installation automatisée AutoYaST
AutoYaST est un système qui permet d'installer un ou plusieurs systèmes SUSE automatiquement sans intervention de l'utilisateur.
Les installations AutoYaST sont effectuées en utilisant un fichier de contrôle XML qui contient les données d'installation et de configuration. Le profil de chaque système courant est stocké dans /root/autoyast.xml. Ce fichier xml peut-être créé en quelques clics de souris avec l'outil "yast2 autoyast".

### Système de paquets ZYpp
La distribution SuSE repose sur le format de paquets RPM (RPM Package Manager) inventé par Red Hat, et utilise son propre système de gestion des paquets : ZYpp (ou libzypp).
Le gestionnaire ZYpp fait suite aux rachats consécutifs en 2003 de Ximian et SuSE GmbH par Novell, qui décida de fusionner les systèmes RedCarpet et YaST package manager à son système Zen Management Network, destiné à la gestion de grands parcs hétérogènes. Alors que le gestionnaire résultant, ZYpp, fonctionnait bien sur les produits Entreprise avec le démon ZMD, il n'était pas très bien adapté à une distribution grand public, la version openSUSE 10.1 sortit en 2006 avec un système de paquets imparfait, mal adapté et souffrant de problèmes de performance. Des ISO d'une version remasterisée (10.1 bis) furent publiées quelques mois après cette sortie pour pallier ce problème. En décembre 2006 la version 10.2 d'openSUSE corrigera les plus gros problèmes de ZYpp sans toutefois proposer une version “parfaite”. Par la suite, ZMD fut supprimé définitivement de la distribution et est désormais réservé uniquement à la version Entreprise, laissant à openSUSE une version de ZYpp revisitée.
La version 11.0 introduit une nouvelle version de ZYpp et se différencie des outils similaires tels que APT ou YUM et sur la base des résultats prometteurs du solveur de démonstration OPIUM destinés à combler leur faiblesses, le gestionnaire ZYpp utilise une nouvelle approche pour la résolution des dépendances par l'utilisation d'un solveur booléen SAT, conduisant à une fiabilité accrue. Depuis cette version cet outil se distingue par ses performances : il est très rapide et affiche une empreinte mémoire très faible en regard des autres solutions existantes.

### Ligne de commande Zypper
L'interface en ligne de commande de ZYpp est Zypper. Il permet d’accéder à des dépôts distants, d'installer des paquets, de résoudre les dépendances, de rechercher des mises à jour logiciel, etc.
Quelques commandes Zypper  :
- zypper install nom_paquet : installe un paquet (et les dépendances, si nécessaire),
- zypper remove nom_paquet : désinstalle un paquet (et gère les dépendances liées),
- zypper search nom_paquet : recherche un paquet sans être sensible à la casse,
- zypper info nom_paquet : donne les informations sur le paquet concerné,
- zypper list-updates : liste les mises à jour disponibles,
- zypper update : met à jour tous les programmes installés,
- zypper dist-upgrade : mise à jour vers une version de distribution plus récente,
- zypper ps : après chaque mise à jour ou suppression de paquet, certains processus utilisent des fichiers supprimés ou devenus obsolètes par la mise à jour, cette commande permet de lister ces processus,
- zypper refresh : rafraichissement des méta-données de tous les dépôts configurés.